# Trip dans le réel
Trip dans le réel (titre original : The Reality Trip ) est une nouvelle de science-fiction de Robert Silverberg.

## Publications
Entre 1970 et 2014, la nouvelle a été éditée à 25 reprises dans des recueils de nouvelles de Robert Silverberg ou des anthologies de science-fiction.

### Publications aux États-Unis
La nouvelle a été rédigée par Silverberg en janvier 1970 et a été publiée en mai 1970 dans le magazine dans le magazine If sous le titre The Reality Trip.
Elle a ensuite été régulièrement rééditée dans de nombreux recueils de Robert Silverberg et diverses anthologies.

### Publications en France
La nouvelle a été publiée en France :
- dans le magazine Galaxie (2e série), no 108, éditions OPTA, mai 1973, sous le titre Voyage dans la réalité ;
- dans le recueil Signaux du silence : Robert Silverberg, éd. Casterman, collection Autres temps, autres mondes no 27, août 1979 ;
- dans le recueil Chute dans le réel, éd. Omnibus, janvier 1996 ;
- en 2002, dans l'anthologie Le Chemin de la nuit paru chez Flammarion, avec une traduction de Jacques Chambon et d’Alain Dorémieux, avec une nouvelle édition en livre de poche chez J'ai lu en 2004. La nouvelle est donc l'une des 124 « meilleures nouvelles » de Silverberg sélectionnées pour l'ensemble de recueils Nouvelles au fil du temps, dont Le Chemin de la nuit est le premier tome.

### Publications dans d'autres pays européens
La nouvelle a été publiée :
- en Allemagne sous le titre Trip in die Wirklichkeit (1971, rééd. 1974)[3] ;
- en Italie sous le titre Viaggio nella realtà (1980)[4] ;
- en Croatie sous le titre Put u zbilju (1982).

## Résumé
Un extraterrestre est en mission d'espionnage sur Terre. Pour passer inaperçu, il doit revêtir une sorte de combinaison d'humain qui recouvre son corps. Il réside à New-York, 23e rue Ouest, et son identité d'emprunt est David Knecht.
Tout se passe normalement, dans sa petite vie bien réglée, jusqu'au jour où il rencontre une voisine, Elizabeth Cooke. Cette dernière est une femme de moins de trente ans, un peu loufoque, qui consomme des produits stupéfiants et se croit poète. Au moment où débute le récit, Elizabeth entre en contact avec « David » pour lui faire lire un recueil de ses poèmes ; ce recueil a pour titre Trip dans le réel. Par compassion, l'extraterrestre lit ses poèmes, les commente, et commence une relation amicale avec Elizabeth. Au fil des semaines, celle-ci tente de le voir de plus en souvent, est de plus en plus présente, et finit par lui faire des avances sexuelles. « David » les repousse, mais est désarçonné par l'instance de la jeune femme. Comment faire pour la dégoûter de lui ? Violant le règlement de son service, il lui montre qui il est réellement : il ouvre son corps et s'en extirpe, de manière qu'elle voit quel type de « monstre » (pour un humain) il est. Néanmoins, après quelques instants de surprise, Elizabeth lui déclare qu'elle l'aime platoniquement et non sexuellement : loin d'être effrayée, son amour pour lui sort renforcé ! Il décide d'entrer en relation avec Swanson, un de ses collègues espion comme lui et résidant dans le même hôtel. Il lui expose le problème et lui demande de l’aider : si Elizabeth le voit en train de se livrer à des ébats sexuels avec un de ses congénères (ce qui est possible entre personnes du même sexe sur sa planète), elle sera sans doute dégoûtée. Peu avant l'arrivée attendue d'Elizabeth, Swanson et lui se livrent à des ébats sexuels qu'ils trouvent tous deux très agréables ; Elizabeth arrive à ce moment-là. Très surprise et plutôt inquiète, elle leur annonce qu'elle est une femme très libre et qu'elle accepte tout à fait un ménage à trois !

### Dénouement
Plus tard, Swanson demande en urgence sa mutation vers un autre continent et l'obtient. Quant à David, sa demande de mutation est rejetée. David découvre en fin de compte qu'il est devenu amoureux d'Elizabeth ; la nouvelle se termine sur la destruction de son transmetteur de messages-radio interstellaires et l'annonce de son futur mariage avec Elizabeth.